# Koelbox

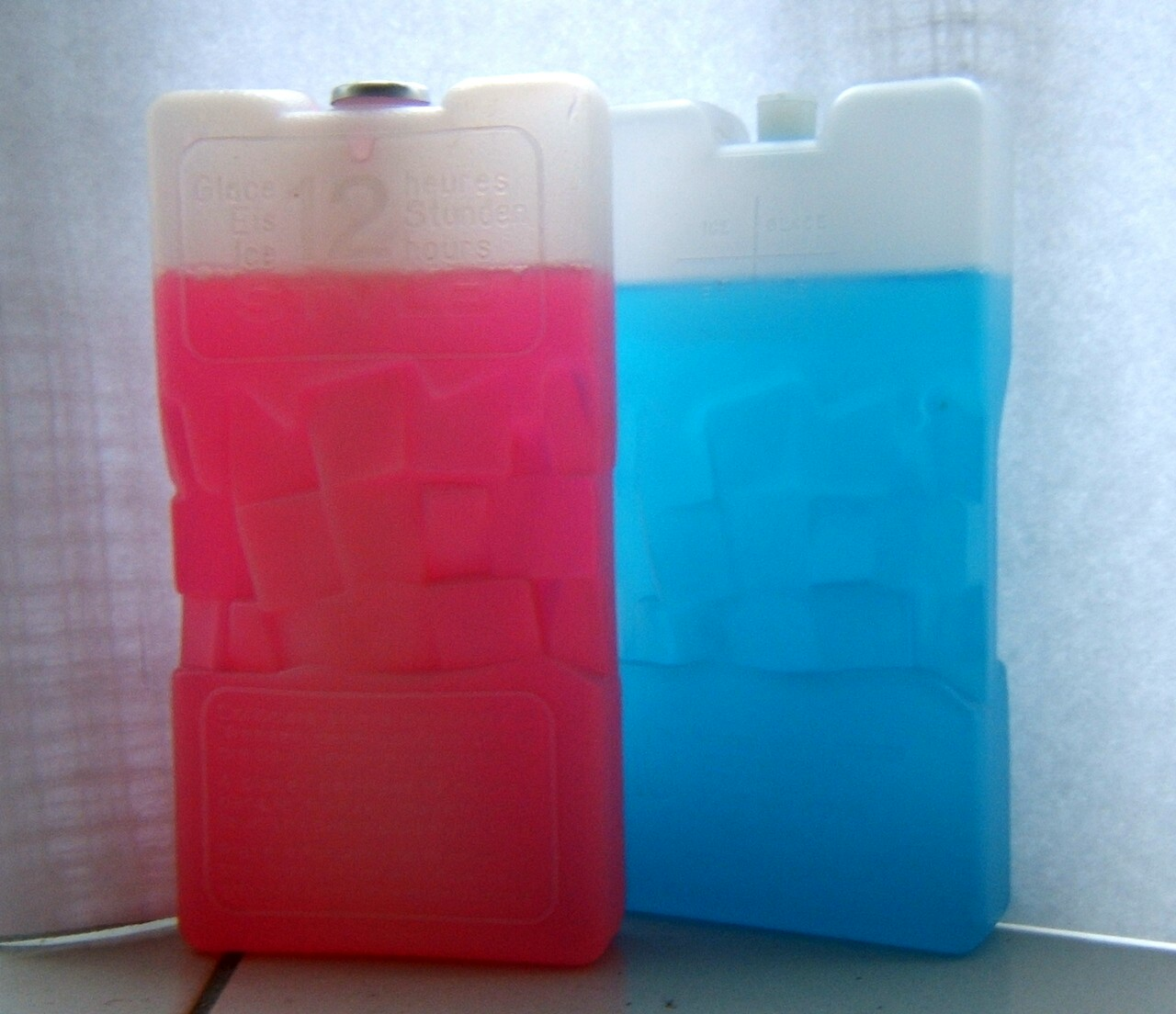
Koelelementen voor koelbox

Een koelbox (in België ook wel een frigobox genoemd) is een afgesloten, thermisch goed geïsoleerde, kunststof doos waarin etenswaren of andere producten gekoeld of koel bewaard kunnen worden.
Voor een goede thermische isolatie van de omgeving is een koelbox meestal dubbelwandig en soms voorzien van isolatiemateriaal tussen de binnen- en buitenwand. De duurdere koelboxen worden vaak van rotatiegegoten kunststof vervaardigd. Goedkopere koelboxen bewaren ijs voor maximaal een dag, maar de duurdere kunnen dit meer dan een week volhouden.
Bij de gewone modellen wordt koeling verkregen door koelelementen die warmte opnemen. In zo'n koelelement wordt water gegoten, dat daarna bevroren moet worden in een diepvriezer. Er bestaan ook afgesloten koelelementen waar een speciale vloeistof in zit met een hoge warmtecapaciteit, zodat na afkoeling in de diepvriezer het element veel warmte kan opnemen.
Duurdere modellen koelboxen kunnen behalve met koelelementen ook koelen doordat ze zijn uitgevoerd als kleine koelkasten en op een stopcontact kunnen worden aangesloten. Deze kunnen met een speciale 12-volts adapter ook op de sigarettenaansteker van een auto worden aangesloten voor gebruik onderweg of op een camping. Sommige koelboxen kunnen gekoeld worden met behulp van een gas- of spiritusbrander.
Koelboxen worden gebruikt op campings of voor bijvoorbeeld een dagje op het strand. Het voordeel van een koelbox is dat het voedsel en de drank lang koud blijven en daardoor langer houdbaar zijn en vaak lekkerder smaken.
Koelboxen worden ook gebruikt om medische artikelen zoals vaccins of donororganen koel te vervoeren.